# 남북국 시대
남북국 시대(南北國時代, 698년 - 926년)는 신라의 삼국통일과 발해의 건국부터 후삼국 시대 이전까지의 시기를 가리키는 한국사의 시대구분이다. 신라를 남국, 발해를 북국이라 칭한다. 

## 개요
과거에는 이 시기를 일반적으로 통일신라 시대라고 불러왔으나, 이 당시에 신라뿐만 아니라 발해도 존재했으므로 한국사의 범위를 설명하는 용어로서는 문제 의식이 제기되어 왔다. 이후 발해를 한국사에 넣기 위해 두 나라의 역사를 포괄할 수 있는 남북국 시대란 용어를 사용하자는 주장이 제기되었고, 현재는 남북국 시대라는 명칭을 더 많이 사용한다.
신라가 발해를 북국이라 부른 예는 최치원의 글과 《삼국사기》에 이미 나타난다. 최치원의 글 중에 〈사불허북국거상표 謝不許北國居上表〉가 있고, 《삼국사기》에도 신라가 북국에 사신을 보낸 기록이 두 번 나오는데, 여기서 말하는 북국은 발해를 가리킨다. 그러나 발해가 신라를 남국으로 불렀는지는 기록이 없어서 알 수 없다. 남북국이란 용어를 단순한 방위 개념으로서가 아니라, 한국사의 체계 속에서 사용하기 시작한 때는 조선시대 말기이다.
발해는 고구려의 멸망 이후 민족구성과 정치체제에 있어 다소 변화가 생겼다. 고구려 시대에 비해 말갈인의 비중이 늘어난 점에서 이전과 다른 점이다. 다만 지배층의 고구려 계승의식, 초기 중심지인 동모산의 위치, 발해 왕족 무덤의 형태, 발해 멸망 이후 고려왕조로의 편입 등 여러 면에서 한국사와 연관성이 높다는 것에는 이견이 없어 한국에서는 한국사로 받아들이는 중이다.

## 남북국 시대 인정 논란
일반적으로 발해가 건국된 지역과 그 나라를 구성하는 백성들에 대해서는 다들 별 견해가 없지만 발해에 대한 정통성이나 문화, 그 역사관이 어느 나라의 뿌리에 연결되는지에 대해서 논란이 있다. 특히 한반도 고대사 자료가 거의 남아있지 않기에 사료 문제도 있다. 만일 남북국 시대를 인정할 경우 발해의 민족 구성이 말갈인이 다수인 점, 발해가 멸망하였을 때 발해 유민의 대부분이 현대 중국의 영토인 요나라와 금나라로 이주했다는 점 등으로 중국과의 역사 논쟁이 심화되어 여러가지로 문제가 복잡해진다. 그러한 난제들에도 발해의 역사는 한반도 대륙사와 중국과의 영토 분쟁으로 이어지므로 주의가 필요하다. 중국에서는 발해가 중국 역사에 속한다고 주장하고 있다. 따라서 발해사가 한국사의 일부라는 것을 밝혀내는 연구 성과가 있어야만, 남북국시대라는 용어가 완전히 자리잡을수 있을 것이다.

### 사료
중국의 《구당서》는 발해말갈의 대조영을 고려 별종이라 기록했다.
《신당서》는 발해는 본래 속말말갈이며 고려에 부속된 자들로 성은 대씨라고 기록했다.
《무경총요》는 발해는 부여의 별종이다. 본래 부여의 땅이라고 기록했다.
《신오대사》는 발해는 본래 말갈인데, 고려의 별종이라고 기록했다.
《금사》는 당 초엽에 말갈에 속말(粟末)과 흑수(黑水) 두 부(部)가 있었다. 모두 고려에 신속(臣屬)하였는데, 당이 고려를 멸망시키자 속말은 동모산을 차지하고 점점 강대해져서 발해라고 불렀는데, 성은 대씨이고 문물과 예악이 있었으며, 당 말엽에 이르러 점점 쇠퇴하여져서 이후로는 다시 들리는 바가 없었다. 금이 요를 정벌하자 발해가 귀부해왔는데, 대개 속말말갈의 후예라고 기록했다.
《속일본기》는 "발해는 옛날 고구려다" , "고구려의 옛 영토를 회복하고 부여에서 전해 내려온 풍속을 간직하고 있다", 라고 기록하고 있다.
《책부원구》는 말갈의 대조영을 발해군왕으로 봉하는데,  대조영은 성력(聖曆) 연간에 스스로 진국왕(振國王)으로 등극하였다. 영주에서 동으로 2,000리나 되고 군사가 수만명이나 되었다고 기록했다.
《삼국유사》에서 일연은 발해에 대한 여러 사서의 기록들을 인용하고 결론을 도출했는데, 다음과 같다.
"《통전(通典)》에 이르기를, “발해는 본래 속말말갈인데, 그 우두머리인 대조영(大祚榮)이 나라를 세우고 스스로 해가 뜨는 곳(震旦)이라고 불렀다.",
"《삼국사(三國史)》에서는, “의봉(儀鳳) 3년 고종 무인(서기 678)에 고구려의 잔당이 무리를 모아 북쪽으로 태백산 아래에 의지하여 국호를 발해라 하였다.", "《신라고기(新羅古記)》에 이르기를, “고구려의 옛 장수 조영(祚榮)의 성은 대씨(大氏)인데, 남은 병사를 모아 태백산 남쪽에 나라를 세우고 국호를 발해라 하였다.”
"위의 여러 글을 살펴보면, 발해는 곧 말갈의 별종으로, 다만 분리되고 통합됨이 다를 뿐이다. 『지장도(指掌圖)』를 살펴보면, “발해는 만리장성 동북쪽 밖에 있었다.”라고 하였다"
《삼국사기》에서 김부식은 발해를 말갈의 발해, 발해말갈 등으로 칭함으로써 발해의 주체를 고구려가 아닌 말갈로 기록했다. 이는 김부식이 신라계로 신라만이 '삼한일통'의 정통 왕조라는 사관을 가지고 결론을 도출한 것과 연관이 있다.
최치원은 《사불허북국거상표》에서 발해는 본래 보잘 것 없는 말갈의 부락에서 속말이라는 소번의 이름을 가지고 있었다고 서술하면서도 "총장 원년(668) 영공 서적에게 명하여 고구려를 쳐부숴 안동도독부를 설치하고, 의봉 3년(678)에 이르러 그 백성들을 하남과 농우로 옮겼다. 그러나 고구려의 잔당들이 무리를 모아가지고 북쪽의 태백산 밑을 근거지로 하여 국호를 발해라 하였다. 『삼국사기』" 라고 하거나 , "옛날 당나라의 고종 황제가 고구려를 쳐 없앴는데 그 고구려는 지금 발해가 되었다『동문선』" 이라고 하기도 했다. 발해와 동시대를 살았던 신라의 대학자인 최치원은 발해를 고구려가 아니라 말갈이 세운 국가로 인식하고 있었다.
《제왕운기 下》는 고구려의 옛 장수 대조영이 태백산 남성에 의거하여 측천무후 갑신년(684년)에 나라를 열었는데 발해라 이름하였다 라고 기록했다.
《협계태씨족보 권1》는 사성 13년(696년)에 중상이 고구려 유민을 이끌고 요하를 건너 태백산 동쪽에 나라를 세우고 '진국'이라 하였다고 기록했다.

## 시기
신라는 통일 전쟁에서 승리한 676년부터 내실을 기하기 위해 국가제도를 개혁하였고, 강화된 왕권으로 귀족 권력을 재편하였다. 또한 고구려와 백제 유민을 통합하여 인구 증가와 생산력 향상에 따라 조세가 늘어나자, 수도를 정비하고 대대적인 토목공사를 벌였다. 한편 30여년이 지난 후 만주에서는 새로운 움직임이 일어났다. 698년, 속말말갈의 부족장인 대조영이 대사리 걸걸중상과 걸사비우가 고구려의 유민들과 말갈 세력을 총 규합하여, 읍루의 동모산을 차지한 뒤 진국을 건국하고, 곧 발해로 국호를 바꾸어 고구려의 후국임을 자처하였다. 이때부터 통일신라와 발해라는 200여년간의 남북국 시대가 시작됐다.
서기 900년, 신라는 견훤이 서남부에 후백제를 건국하면서 분열이 시작되었고, 이듬해, 궁예가 신라의 북부에서 후고구려를 건국하면서 후삼국 시대에 돌입하게 되었다. 따라서 이 때부터 남국의 신라가 분열되어 후삼국 시대가 전개되어 남북국 시대의 양상과 사실상 병존하였다. 918년에 태봉의 왕건이 궁예를 축출하여 태봉을 멸망시키고 왕위에 올라 고려를 건국했다. 926년에 북국인 발해가 거란의 침공으로 멸망하자 고려에서는 934년, 발해의 태자 대광현을 비롯한 발해 유민들을 인도주의적으로 수용하기도 하면서 삼한을 일통한 신라와 멸망한 고구려의 계승국이라는 정체성을 확립했다.

## 명칭
통일신라 시대와 고려 시대, 조선 시대에는 발해를 한민족과는 다른 말갈 국가로 인식하였다. 신라는 발해를 타국으로 인식했고, 고려도 자국의 역사관으로 인정하지 않았으며, 조선 중기까지 한반도에 살았던 사람들은 발해를 조선의 역사로 인식하지 않았고, 따라서 이 시기를 남북국 시대로 인식하지 않았다. 이는 발해를 한국사와 별개인 말갈족 왕조로 보고 신라만이 '삼한일통'의 정통 왕조라는 《삼국사기》, 《삼국유사》 등 신라-고려시대-조선시대의 역사관을 이어받은 것이다. 이에 따라 조선 중기까지 서술된 역사에서는 발해의 역사가 거의 다루어지지 않았다.
한편, 조선 초기 세조 때 발해의 역사를 조선사로 편입시키고 발해의 역대 왕들을 제사 지내자는 상소문이 일부 올라왔지만, 조선 세조는 본래 발해는 삼한(신라, 고구려, 백제)에 속했다가 떨어져 나간 국가로 일축했다. 다만 유희령의 16세기 초반 저작인 《표제음주동국사략》이 발해사를 조선사의 일부로 편입했고, 조선 후기 소수의 실학자들이 두만강과 압록강 이북의 역사에 관심을 가지면서 발해사에 주목하게 되었다. 이를 통하여 역대의 사가들이 발해사를 한국사에 편입하지 않은 것은 잘못이라는 지적이 등장하였다. 조선 후기의 북학파 실학자 유득공은 《발해고》(渤海考)에서 고구려가 망하며 삼국 시대가 종결된 후 남부에는 신라가 있었고 북부에는 발해가 있었다고 설명하면서 현재주의 관점인 '남북국사관'을 처음으로 주장하였다.
일제강점기 이후에도 대한민국에서는 이 시기를 일반적으로 '통일신라 시대'라고 부르며 발해의 존재와 그 역사적 소속에 무관심했으나, 1980년대부터 발해사에 대한 관심이 높아지면서 1990년대 들어 남북국 시대라는 명칭을 사용하는 경우가 최초로 등장하게 되었다. 중국 학자들은 발해사를 중국의 역사라고 주장하지만, 한국 사학계에서는 대체적으로 이러한 중국 사학계의 주장을 인정하지 않고 있다.
'통일신라 시대'라는 용어는 신라를 정통 역사로 인정, "신라가 삼한을 하나로 통합하다"(統一)라는 뜻으로서 삼국사기 문무대왕편을 따르는 역사관으로 발해가 제외되어 있다. 이처럼 한국의 사학계에서 스스로 발해를 외면했다는 이유로 중국 일부 사학계의 동북공정을 정당화하는 근거로 쓰이고 있다. 실제로 중국학계에서는 현재 "통일된 신라"(统一的新罗)라는 용어를 사용한다. 비록 발해의 영토와 인구의 거의 대부분이 중국에 흡수되며 고려는 발해를 압록강 이남의 일부를 제외하면 전혀 흡수하지 못했지만, 글로벌 인도주의적인 관점에서 고려 태조는 926년 발해가 멸망하자 934년에 태자 대광현을 비롯한 20만명 발해 유민의 이주를 수용하였고, 대광현에게 왕씨 성을 주어 왕족에 버금가는 반열에 들게 하였다는 점에서 발해를 한국의 역사로 볼 수 있다는 반박이 있다.

## 통일신라
삼국 시대를 통일한 신라는 9주 5소경을 설치하고 고도의 중앙집권체계를 확립하였다. 집사부 장관인 시중의 권한이 강화되어 왕권의 전제화가 실현되었다. 신문왕은 녹읍을 폐지하였으며, 유학 교육을 위해 국학을 설립하였다. 진골귀족과 대결 세력이었던 6두품이 왕권과 결탁하여 상대적으로 부각되었으나, 골품제는 유지되었고 진골귀족의 고위직 진출은 활성화되었다.

## 통일신라와 발해의 관계
신라와 발해의 관계는 이전 삼국시대처럼 서로 적극적으로 무력분쟁이 일어나는 관계는 아니었지만 대체로 대립적이었다. 733년 신라는 당나라와 연합하여 발해를 공략하기도 하였으나 실패했으며, 발해의 공격을 막기 위해 대동강 이북에 장성을 쌓기도 했다. 그러나 두 국가의 관계가 항상 적대적이지는 않았다. 발해 남경 남해부에서 신라의 수도 서라벌에 이르는 신라도는 발해와 신라가 활발한 교류를 했다는 증거로 보인다. 이러한 교역로는 발해의 상경 용천부에서 동경 용원부과 남경을 거쳐 신라의 동해안을 따라 서라벌에 이르던 교통로였다. 신라도는 8세기 전반에 개설되었으리라 여겨지며, 자주 이용된 시기는 8세기 후반부터 9세기 전반까지이다. 정부 차원에서뿐만 아니라 신라인과 발해인들은 서로 적지 않은 경쟁의식을 가졌던 것이 최치원의 《사불허북국거상표》, 《고려사》 최언위 열전 등에서 드러나고 있다.

## 남북국의 군주

### 신라
신라 32대 효소왕부터 56대 경순왕까지의 재임기간.

### 발해
발해 초대 고왕부터 15대 대인선까지의 재임기간.

## 같이 보기
- 삼국 시대
- 신라의 삼국통일
- 통일신라
- 발해
- 후삼국 시대
- 적화통일